# Bartow (Wirginia Zachodnia)
Bartow – jednostka osadnicza w Stanach Zjednoczonych, w stanie Wirginia Zachodnia, w hrabstwie Pocahontas.